# Jutta van Hoei
Jutta of Yvette van Hoei of Yvette van Luik (Hoei, circa 1158 – Hoei, 13 januari 1228) was een mystica in het prinsbisdom Luik. Zij verzorgde lepra-patiënten en leefde, op haar vraag, lang opgesloten in een cel naast de leprozerie.

## Levensloop

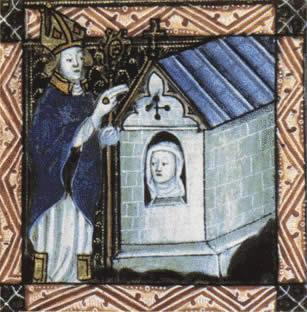
Illustratie van een reclusa of opgesloten vrouw

Het levensverhaal van Jutta is opgeschreven door de premonstratenzer koorheer Hugo van Floreffe, een tijdsgenoot van Jutta in het prinsbisdom Luik. Haar legende is verhaald in de Acta Sanctorum, onder de datum van 13 januari, haar sterfdatum.
Jutta groeide op in de stad Hoei, heden België. Haar ouders waren gegoed en zochten in hun relaties een man aan wie zij werd uitgehuwelijkt. Jutta was 13 jaar (1171). Zij verzette zich tegen het huwelijk maar haar vader eiste dat ze huwde. Jutta’s man mishandelde haar en zij verfoeide haar man. Toen zij 18 jaar was, stierf haar man (1176). Jutta had drie kinderen van hem. Jutta’s vader ging op zoek naar een tweede echtgenoot, doch Jutta verzette zich nog meer dan tevoren. Haar vader was intussen een belangrijke medewerker van de prins-bisschop geworden. Zij vond steun bij de bisschop van Luik, Rudolf van Zähringen, in haar verzet tegen een tweede huwelijk. Jutta had visioenen van duivels die haar de weg naar de kerk beletten, onder de vorm van een dier: een leeuw, een beer, een slang. Na 5 jaar als weduwe in Hoei geleefd te hebben, bezorgde zij twee kinderen bij haar vader en het derde kind ging in een klooster (1181). De bisschop stuurde haar namelijk naar de leprozerie die zich aan de overzijde van de Maas bevond, een klein eind verwijderd van de stad Hoei. In de leprozerie verzorgde Jutta de zieken. Zij bouwde de kleine kapel uit en trok verschillende helpsters aan.
Tien jaar later (1191) liet Jutta zich inmetselen in een reclusum of gemetselde cel, naast de leprozerie. Zij leefde als reclusa of opgeslotenen. Talrijk kwamen de bezoekers tot bij haar om met haar vrome gesprekken te hebben. Jutta had visioenen waarbij ze Bijbelse figuren ontmoette (Johannes de Doper; Maria Magdalena en anderen). Zij vermaande een van haar zonen die schandaal maakte in de streek. Ze vermaande drie geestelijken die het niet nauw namen met het celibaat of die twijfelden aan hun roeping. Soms hongerde Jutta zich uit omdat ze in het voedsel het werk van de duivel zag. Toen een van haar zonen cisterciënzer monnik werd in de abdij van Orval, moedigde ze hem aan; toen hij twijfelde of hij wel abt zou worden, moedigde ze hem nog meer aan. Zij bad veel met pelgrims. Soms voorspelde zij hun toekomst. De bezoekers werden over de jaren talrijker, alsook de giften aan de leprozerie. Van haar medewerksters eiste ze het celibaat.
Na 36 jaar opsluiting in haar cel stierf ze; de lucht in de stad trilde zo hard, vertelde Hugo van Floreffe, dat de klokken luidden (1228). Ze werd begraven in de leprozerie.

## Zalige
Het belang van de legende van Jutta nam toe in het bisdom Luik zodat de Roomse kerk haar zalig verklaarde. In Luik was ze patrones van bruiden en weduwen. Zij werd afgebeeld met een gloeiende driepotige stoel. In diezelfde periode leefden andere mysticae in de Zuidelijke Nederlanden, zoals Maria van Oignies, Margareta Porete en Sybille van Gages.